# Ces Badeley
Pas d'image ? Cliquez ici

a Compétitions nationales et continentales officielles uniquement.

b Matchs officiels uniquement.
Dernière mise à jour le 11 mai 2023.
Cecil Edward Oliver "Ces" Badeley, né le 7 novembre 1896 à Auckland (Nouvelle-Zélande) et décédé le 10 novembre 1986 à Auckland, est un ancien joueur de rugby à XV qui a joué avec l'équipe de Nouvelle-Zélande. Il a évolué comme demi d'ouverture (ou cinq huitième) (1,70 m pour 67 kg). 

## Carrière
Il dispute son premier test match avec l'équipe de Nouvelle-Zélande le 13 août 1921 à l'occasion d'un match contre l'équipe d'Afrique du Sud. Il dispute son dernier test match contre la même équipe le 27 août, deux semaines plus tard.
Ces Badeley participe à la tournée des Invincibles, équipe représentant la Nouvelle-Zélande en tournée en 1924-1925, dans les îles britanniques, en France et en Amérique du Nord.  
Alors qu'il est le capitaine de la formation qui dispute trois matchs en Australie avant de partir pour l'Europe, ses ennuis de santé l'empêchent de participer pratiquement à toute la tournée. Il ne dispute que deux matchs sur trente-deux, sur blessure. Et il n'est pas désigné capitaine, Cliff Porter exerce la fonction.
Il appartient à la ligne arrière du club d'Auckland Grammar School qui remporte quatorze titres consécutifs de 1910 à 1923. Il fait ses débuts avec la province d'Auckland en 1920, il y joue irrégulièrement jusqu'en 1928, en raison de ses blessures.

## Palmarès
- Nombre de test matchs avec les All Blacks :  2
- Nombre total de matchs avec les All Blacks : 15
- Test matchs par année : 2 en 1921